# Championnats du monde de boccia 2006
Navigation
Póvoa de Varzim 2002 Lisbonne 2010
Les championnats du monde de boccia 2006, sixième édition des championnats du monde de boccia, ont lieu à Rio de Janeiro, au Brésil.

## Classification
Les athlètes atteints de handicap moteur grave sont classés en quatre catégories:
- BC1 : athlètes paralysés cérébraux qui peuvent être aidés d’un assistant qui ajuste le fauteuil roulant ou fait passer une boule au joueur.
- BC2 : athlètes paralysés cérébraux qui ne peuvent pas être assistés.
- BC3 : athlètes ayant d’importantes difficultés motrices qui peuvent être aidés d’un assistant ou d'un appareil pour lancer la balle.
- BC4 : athlètes ayant des difficultés motrices autres que la paralysie cérébrale mais qui ont les mêmes difficultés qu'un BC1 ou BC2 et ne peuvent pas être assistés.

## Participants
Au total, 30 nations participent à ces championnats du monde de boccia 2006.
| Afrique          | Amérique                                                                | Asie                                                   | Europe | Océanie            |
| ---------------- | ----------------------------------------------------------------------- | ------------------------------------------------------ | --- | ------------------ |
| - Afrique du Sud | - Argentine - Brésil - Canada - Chili - Colombie - États-Unis - Mexique | - Chine - Corée du Sud - Hong Kong - Japon - Thaïlande | - Autriche - Belgique - Croatie - Danemark - Espagne - Finlande - Grèce - Hongrie - Irlande - Norvège - Pays-Bas - Portugal - République tchèque - Royaume-Uni - Slovaquie - Suède | - Nouvelle-Zélande |

## Résultats
| Épreuves           | Or                                                                      | Argent                                                                                         | Bronze                                                            |
| ------------------ | ----------------------------------------------------------------------- | ---------------------------------------------------------------------------------------------- | ----------------------------------------------------------------- |
| Individuel BC1     | José Vaquerizo (ESP)                                                    | Francisco Beltrán (ESP)                                                                        | Cho Heeseong (KOR)                                                |
| Individuel BC2     | Hoi Ying Karen Kwok (HKG)                                               | Pedro Silva (POR)                                                                              | José Javier Curto (ESP)                                           |
| Individuel BC3     | Park Keon-woo (KOR)                                                     | Grigorios Polychronidis (GRE)                                                                  | Mário Peixoto (POR)                                               |
| Individuel BC4     | Bruno Valentim (POR)                                                    | José María Dueso (ESP)                                                                         | Leung Yuk Wing (HKG)                                              |
|                    |                                                                         |                                                                                                |                                                                   |
| Paires BC3         | Corée du Sud Park Keon-woo Jeong Ho-won                                 | Irlande Steven Valentine Johnny Cronin                                                         | Espagne José Manuel Rodríguez Santiago Pesquera Yolanda Martin    |
| Paires BC4         | Portugal Bruno Valentim Fernando Pereira                                | Hongrie Dezso Beres Jozef Gyurkota                                                             | Hong Kong Leung Yuk Wing Vivian Lau Wai-yan Wong Po Yau           |
|                    |                                                                         |                                                                                                |                                                                   |
| Par équipe BC1–BC2 | Nouvelle-Zélande Liam Sanders Maurice Toon Jeremy Morriss Sarah Moroney | Portugal João Paulo Fernandes Antonio Marques Pedro Silva Cristina Gonçalves Fernando Ferreira | Royaume-Uni David Smith Ali Lalani Nigel Murray Bernadette Leslie |

## Tableau des médailles
| Rang  | Nation           | Or | Argent | Bronze | Total |
| ----- | ---------------- | -- | ------ | ------ | ----- |
| 1     | Portugal         | 2  | 2      | 1      | 5     |
| 2     | Corée du Sud     | 2  | 0      | 1      | 3     |
| 3     | Espagne          | 1  | 2      | 2      | 5     |
| 4     | Hong Kong        | 1  | 0      | 2      | 3     |
| 5     | Nouvelle-Zélande | 1  | 0      | 0      | 1     |
| 6     | Grèce            | 0  | 1      | 0      | 1     |
| -     | Hongrie          | 0  | 1      | 0      | 1     |
| -     | Irlande          | 0  | 1      | 0      | 1     |
| 9     | Royaume-Uni      | 0  | 0      | 1      | 1     |
| Total | Total            | 7  | 7      | 7      | 21    |